# 山手教會
35°26′11″N 139°38′50″E / 35.43639°N 139.64722°E

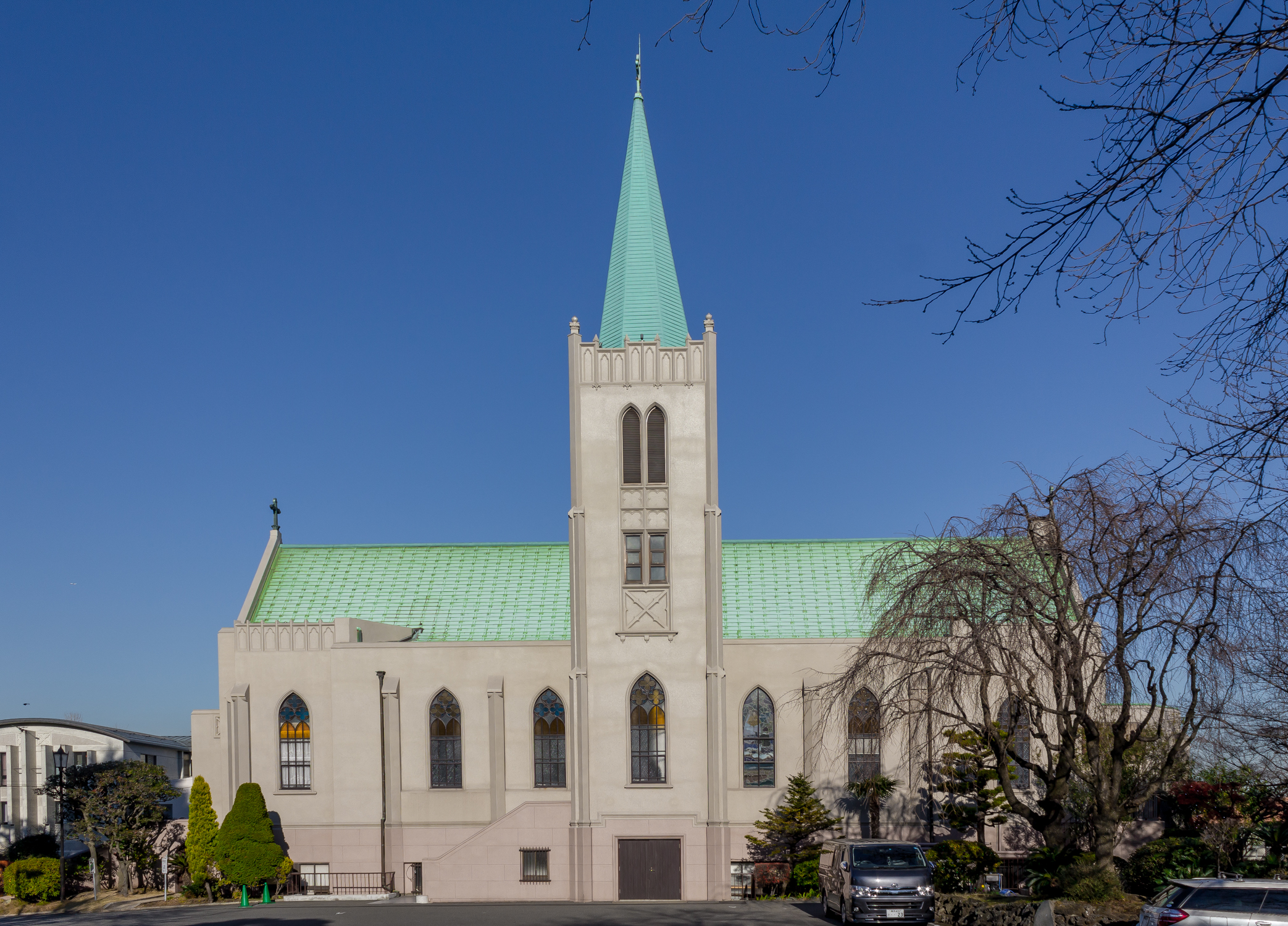
侧视图

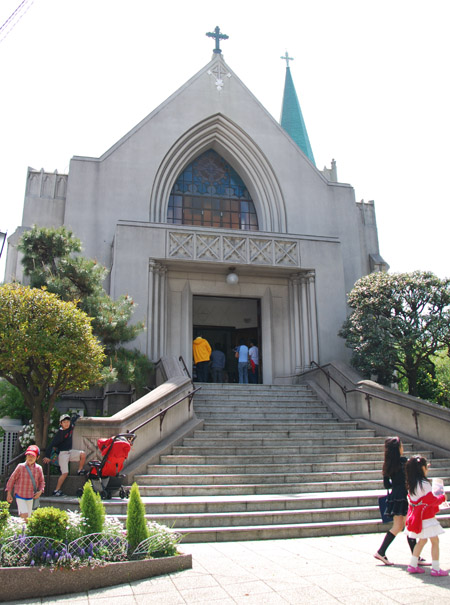
正视图

山手天主教堂（日语：カトリック山手教会），也稱為耶穌聖心主教座堂，位於日本神奈川縣橫濱市中區山手（外国人居留地），故名。是天主教橫濱教區的主教座堂。屬新哥德式建築風格。
第一代聖堂在日本禁教令結束後不久，由巴黎外方傳教會會士在1862年興建，1906年遷至現址，並以磚瓦興建。惟毀於關東大地震。目前的聖堂由捷克建築師揚·約瑟·什瓦格爾設計，於1933年落成。 在1937年天主教橫濱教區建成后成为主教座堂。